# Цилинский, Гунар Альфредович
Гунар Альфредович Цили́нский (Гунарс Цилинскис, латыш. Gunārs Cilinskis; 23 мая 1931, Рига, Латвия — 25 июля 1992, Адажская волость, Рижский район, Латвия) — советский, латышский актёр театра и кино, кинорежиссёр, сценарист. Лауреат Государственной премии РСФСР имени братьев Васильевых (1968) и двух Государственных премий Латвийской ССР (1977, 1985). Народный артист СССР (1979).

## Биография
Гунар Цилинский родился 23 мая (по другим источникам — 25 мая) 1931 года в Риге (по другим источникам — в Огре).
В 1951 году окончил Огрский лесопромышленный техникум, в 1954 году — театральный факультет Латвийской консерватории (ныне Латвийская музыкальная академия имени Язепа Витола) в Риге.
С 1955 года — актёр Государственного театра драмы Латвийской ССР им. А. Упита (ныне Латвийский Национальный театр).
Первую роль в кино сыграл в 1959 году в фильме «Чужая в посёлке».
Пиком карьеры стали 1967—1968 годы, когда за роль разведчика Кузнецова в картине Свердловской киностудии «Сильные духом» получил ряд премий и стал лучшим актёром 1967 года по опросу журнала «Советский экран».
Создавал на экране образы смелых, решительных людей, главным образом в героико-приключенческих и детективных картинах. Антитезой к ним стал лирико-иронический дуэт Гунара Цилинского с Вией Артмане в телефильме «Театр».
С 1975 года — режиссёр Рижской киностудии.
В качестве режиссёра и сценариста дебютировал в 1976 году фильмом «Соната над озером», поставленным по роману Р. Эзеры «Колодец».
Умер 25 июля 1992 года от сердечного приступа во время катания на водных лыжах по озеру Лиелайс-Балтэзерс в Адажской волости Рижского района (по другим источникам — в Риге). Похоронен в Риге на Лесном кладбище.

### Семья
Жена — Велта Лине (1923—2012), актриса. Народная артистка СССР (1973). Сын — Айгарс (1958—2007).

## Звания и награды
- Заслуженный артист Латвийской ССР (1965)
- Народный артист Латвийской ССР (1969)
- Народный артист СССР (1979)
- Государственная премия РСФСР имени братьев Васильевых (1968) — за роль Н. И. Кузнецова в фильме «Сильные духом»
- Государственная премия Латвийской ССР (1977) — за режиссёрскую работу и роль в фильме «Соната над озером»
- Государственная премия Латвийской ССР (1985)
- Лучший актёр года по опросу журнала «Советский экран» (1967)
- Вторая дополнительная премия III Всесоюзного кинофестиваля в номинации «Премии за актёрскую работу» (Ленинград, 1968) — за роль в фильме «Сильные духом»
- Почётный гражданин Огре (1979).

## Роли в театре
- 1952 — «Отелло» У. Шекспира — Страж
- 1955 — «Дни портных в Силмачах» Р. Блауманиса
- 1955 — «Дон Карлос» Ф. Шиллера — Гранд
- 1955 — «Солдатская шинель» А. Григулиса — Клява
- 1955 — «Семейное дело» Е. Лютовского — Феликс
- 1955 — «Кремлёвские куранты» Н. Погодина — секретарь
- 1956 — «Яблонька» Я. Саулкалнса — рыбак Макшкерниекс
- 1957 — «Сын рыбака» В. Лациса — Оскар
- 1957 — «Дама с камелиями» А. Дюма-сына — Артур де Варвил
- 1957 — «Яблонька» В. Саулескалнса — Герберт
- 1957 — «Шут» М. Зивертса — рыбак Макшкерниекс
- 1957 — «Балтийское море шумит» А. Григулиса — лейтенант Энгельманис
- 1957 — «Где-то, у Гауи …» Я. Анерауда — Клетниекс
- 1958 — «Рига» А. Деглавса — Урумин
- 1959 — «Гамлет» У. Шекспира — Лаэрт
- 1959 — «Плот Медузы» Ж. Гривы — Айгар
- 1959 — «Новогодняя ночь» Э. Ливса — Эрих
- 1959 — «Так не годится» А. Григулиса — Карлис Иевиньш
- 1960 — «Воскресение» по Л. Толстому — Нехлюдов
- 1960 — «Иркутская история» А. Арбузова — Сергей Серёгин
- 1961 — «Проводы белых ночей» В. Пановой — Валерик
- 1961 — «Просвет в тучах» А. Упита — Балтабол
- 1962 — «Весны» — Каспарс
- 1962 — «Жанна д’Арк» А. Упита — Жан де Метр
- 1963 — «Возвращение капитана Зундага» («После ненастья») по В. Лацису — Манфред Пусрунцис
- 1963 — «Три товарища» Э. Ремарка — Готтфрид
- 1963 — «Семеро братьев» А. Киви — Аапо
- 1964 — «Женщина — небо и ад» П. Мериме — брат Антоний
- 1964 — «Преступление в Гранаде» Ж. Гривы — Росалес
- 1964 — «Двенадцатая ночь» У. Шекспира — Орсино
- 1965 — «Пусть уходит» Г. Кановича — Снайгис
- 1965 — «Мой бедный Марат» А. Арбузова — Леонидик
- 1966 — «Золотой мальчик» К. Одетса — Эди Фузелли
- 1966 — «Любовь Яровая» К. Тренёва — Яровой
- 1967 — «Близнецы Велнакаулс» Э. Ливса — Каспар Велнакаулс
- 1967 — «Анна Каренина» по Л. Толстому — Стива Облонский
- 1967 — «Традиционный сбор» В. Розова — Сергей
- 1968 — «Вей, ветерок!» Я. Райниса — Улдис
- 1969 — «Трамвай «Желание»» Т. Уильямса — Стэнли Ковальски
- 1970 — «Пятиэтажный город» В. Лациса — Карлис
- 1971 — «Бескрылые птицы» В. Лациса — Карлис
- 1971 — «Санте Крус» М. Фриша — Пелегрин
- 1972 — «Дачники» М. Горького — Дудаков
- 1973 — «Тёплая удобная ушанка» — Миервалдис
- 1973 — «Волки и овцы» А. Островского — Беркутов
- 1973 — «Лоренцаччо» А. де Мюссе — Алессандро Медичи
- 1974 — «Соло для часов с боем» О. Заградника— инспектор Мич
- 1974 — «У-уу» П. Путниньша — Дерумс
- 1985 — «Маскарад» М. Лермонтова — Арбенин

## Фильмография

##### Актёр
- 1958 — Чужая в посёлке — Янис
- 1960 — Сильнее урагана — Буш
- 1961 — Спасибо за весну — эпизод
- 1963 — Армия «Трясогузки» — Платайс
- 1964 — Капитан Нуль — Имант Вайварс
- 1965 — «Тобаго» меняет курс — Дрезинь
- 1966 — Ноктюрн — Жорж
- 1967 — Сильные духом — Николай Кузнецов
- 1967 — Армия «Трясогузки» снова в бою — Платайс
- 1967 — Часы капитана Энрико — капитан Энрико
- 1968 — 24-25 не возвращается — Пурвитс
- 1968 — За поворотом — поворот — Роберт
- 1968 — Времена землемеров — Каспар
- 1969 — Лучи в стекле — Валтерс Апс
- 1969 — Посол Советского Союза — Хельмер
- 1970 — Насыпь — Суровый
- 1970 — Подсолнухи — работник советского министерства
- 1971 — В тени смерти — Биркенбаум
- 1971 — Держись за облака — Владимир Севастьянов
- 1971 — Наследники военной дороги — Атис Дунав
- 1972 — Афера Цеплиса — Нагайнис
- 1973 — Прикосновение — Ян Фабрициус
- 1973 — Шах королеве бриллиантов — капитан Соколовский
- 1974 — Большой аттракцион — Зарубин
- 1975 — Нападение на тайную полицию — Крамеров
- 1975 — В клешнях чёрного рака — герцог
- 1975 — Наперекор судьбе — Олав
- 1976 — Под опрокинутым месяцем — Арвид Гирис
- 1976 — Соната над озером — Рудольф
- 1977 — Подарки по телефону — полковник
- 1978 — Мужские игры на свежем воздухе — Леонид Янович
- 1978 — Потому что я — Айварс Лидакс — отец Кристофера
- 1978 — Театр — Майкл Гослин
- 1979 — За стеклянной дверью — Лиепиньш
- 1979 — Ранняя ржавчина — прокурор Страуюпс
- 1981 — Следствием установлено — Артур Крамс
- 1982 — Блюз под дождём — бывший муж заведующей магазина
- 1983 — Каменистый путь — эпизод
- 1983 — Оборотень Том — Том
- 1984 — Последний визит — Том Бертон
- 1985 — Фронт в отчем доме — Антон
- 1986 — В заросшую канаву легко падать — Дзелскалейс
- 1986 — Объезд — Анатолий Никитич
- 1987 — Стечение обстоятельств — директор киностудии
- 1988 — Мель — Зудин
- 1988 — Виктория — эпизод
- 1989 — Тапёр — профессор Лазда
- 1990 — Наследница «Оборотней» — Dievlodziņu saimnieks
- 1990 — Семья Зитаров — Бренгулис

##### Режиссёр
- 1976 — Соната над озером (совместно с В. Браслой)
- 1979 — Ночь без птиц
- 1979 — Ранняя ржавчина
- 1982 — Таран
- 1984 — Когда сдают тормоза
- 1986 — Страх
- 1987 — Этот странный лунный свет
- 1990 — Наследница «Оборотней»
- 1991 — Индраны

##### Автор сценария
- 1976 — Соната над озером (совместно с Р. Эзерой)
- 1979 — Ночь без птиц (совместно с Э. Ливсом)
- 1982 — Таран
- 1984 — Когда сдают тормоза
- 1987 — Этот странный лунный свет
- 1990 — Наследница «Оборотней»
- 1991 — Индраны